# Renvoi illégal de migrants
Pour un article plus général, voir Non-refoulement.
Le renvoi illégal de migrants, aussi appelé renvoi sommaire de migrants ou refoulement,, désigne « un ensemble de mesures étatiques provoquant le refoulement de réfugiés et de migrants à travers une frontière – généralement immédiatement après leur traversée – sans tenir compte de leur situation particulière et sans possibilité de demander l'asile ». Il s'agit manifestement d'une violation de l'interdiction d'expulsion collective d'étrangers (protocole n°4 de la Convention européenne des droits de l'homme et d'une violation du principe de non-refoulement du droit international,. Le refoulement (pushback) est différent du « pullback », une forme de contrôle migratoire extraterritorial mis en place par un pays cherchant à repousser les demandeurs d'asile avec un pays tiers,. 

## Définition
Neža Kogovšek Šalamon considère que les renvois prennent de nombreuses formes, mais il est possible de les qualifier de « retours forcés, collectifs et informels de personnes entrées illégalement dans un pays, vers leur pays de départ, à l'aide de procédures qui sortent du cadre légal défini dans les protocoles et accords signés par des pays voisins ». Ces renvois ciblent les migrants de manière indiscriminée, sans tenir compte des protections internationales dont ils pourraient bénéficier, et sans leur donner l'opportunité de demander l'asile,. Dans de nombreux cas, les procédures de retour sont appliquées par les forces de l'ordre et sont souvent accompagnées de menaces, d'humiliations et de vol des possessions et téléphones mobiles des migrants. Les renvois sont réalisés de manière clandestine, sans en informer les autorités du pays recevant les migrants renvoyés. Ainsi, il n'y a aucune preuve que le renvoi a eu lieu et il est difficile pour les victimes de demander un recours,,.
Selon Niamh Keady-Tabbal et Itamar Mann, le concept de refoulement est lié à « une dégradation du droit des réfugiés et, en parallèle, une complaisance à l'égard de la violence extrême exercée sur des personnes en exode qui ne sont pas des réfugiés de bonne foi ». Dans le cas des refoulements en mer Égée, ils doutent que le terme de refoulement soit approprié pour désigner « une violation des droits humains qui se résume à vouloir éliminer l'existence d'une personne de la surface de la planète ».